# 1月6日
1月6日（いちがつむいか）は、グレゴリオ暦で年始から6日目にあたり、年末まであと359日（閏年では360日）ある。

## できごと
- 741年（天平12年12月15日） - 聖武天皇の勅命で平城京（現在の奈良県奈良市）から恭仁宮（現在の京都府木津川市加茂）に都が遷される。
- 1066年 - ウェセックス王家出身のイングランド王エドワード懺悔王が死去し、賢人会議を経てハロルド・ゴドウィンソンがイングランド王位を引き継いだ。
- 1205年 - フィリップ・ヴォン・シュヴァーベンが再びローマ王に戴冠された。
- 1227年 - 1214年にブーヴィーヌの戦いでフランス王フィリップ尊厳王に敗れ、捕虜に取られていたフランドル伯フェランが解放された。
- 1286年 - フィリップ4世がノートルダム大聖堂(ランス)で戴冠され、フランス王となった。
- 1321年 - ネマニッチ朝の王族ステファン・デチャンスキがステファン・ウロシュ3世としてセルビア王に就任した。
- 1355年 - ボヘミア王カレル1世がローマで戴冠され、カール4世として神聖ローマ皇帝に就任した。そして同時にロンバルディアの鉄王冠も授けられた。
- 1449年 - パレオロゴス家の王族コンスタンティノスがミストラスにて、コンスタンティノス11世パレオロゴスとして東ローマ皇帝に就任した。彼が最後のローマ皇帝となった。
- 1610年（慶長14年12月12日） - 有馬晴信がポルトガル船マードレ・デ・デウス号を焼き討ち。岡本大八事件の発端の一つとなる。
- 1649年 - イングランド内戦：長期議会が国王チャールズ1世の裁判を行うことを議決。
- 1838年 - サミュエル・モールス、アルフレッド・ヴェイルらが初めて電信の実験に成功。
- 1842年 - イギリスのカーブル撤退。アフガニスタンに侵攻したインドのイギリス軍に対するアフガン人の抵抗に、イギリス軍がアクバル=ハーンと協議、撤退を開始。しかし途中で攻撃を受け、4500人のイギリス軍は全滅。
- 1912年 - アメリカ合衆国議会がニューメキシコをアメリカ合衆国47番目の州として承認。
- 1912年 - アルフレート・ヴェーゲナーがドイツ地質学会で初めて大陸移動説を発表。
- 1926年 - ルフトハンザ航空設立
- 1929年 - セルビア人・クロアチア人・スロベニア人王国王アレクサンダル1世が憲法を停止して議会を解散、独裁制を敷く。
- 1932年 - 春秋園事件。天竜・大ノ里ら32人の力士が相撲協会の体質改善などの要望書を相撲協会に提出。
- 1937年 - 名古屋城の金鯱の尾のうろこ110枚のうち58枚が剥ぎ取られているのを発見。同月27日に犯人を逮捕。
- 1940年 - 釜山市の沖合で密航船が転覆。密航者114人が行方不明[1]。
- 1940年 - 北海道夕張市の北炭真谷地炭鉱でガス爆発事故。死者50人。
- 1941年 - フランクリン・ルーズベルト米大統領が年頭教書で「4つの自由」の演説を行う。
- 1942年 - 改正兌換券200円　5円が発行。
- 1948年 - ケネス・クレイボーン・ロイヤル米陸軍長官が「日本を極東における共産主義の防壁にする」と演説。
- 1949年 - 国連総会で中国の国共内戦への不介入を決議。
- 1950年 - イギリスが中華人民共和国を承認し、中華民国と断交。
- 1950年 - 二俣事件。
- 1950年 - コミンフォルムが、「日本の情勢について」と題する論文を機関誌『恒久平和のために人民民主主義のために!』に掲載[2]。日本共産党による武装闘争の端緒となる。
- 1951年 - 江華良民虐殺事件。
- 1960年 - 神奈川県横須賀市の衣笠病院で火災。新生児、妊産婦、看護婦ら16人が死亡、重軽傷24人[3]。
- 1967年 - ベトナム戦争: アメリカ海兵隊が南ベトナムでメコンデルタ作戦（英語版）を開始。
- 1968年 - 大相撲初場所の番付発表で、高見山が外国人力士として初めて入幕。
- 1972年 - 皇太子妃が東武日光駅前で少年から手袋を投げつけられた上で体当たりを受ける被害[4]。
- 1975年 - 東京競馬場にてハイセイコーの引退式が行われる。
- 1975年 - マラッカ海峡で太平洋海運所属の大型タンカー祥和丸が原油を満載した状態で座礁。原油流出を起こす[5]。
- 1976年 - 平安神宮放火事件。平安神宮本殿などが新左翼活動家の放火により全焼。
- 1977年 - 国鉄が「一枚のキップから」キャンペーン開始。
- 1978年 - 聖イシュトヴァーンの王冠がアメリカからハンガリーに返還される。
- 1982年 - ベーリング海で第二十八あけぼの丸が沈没。32人が死亡。
- 1995年 - アルカーイダによるテロ計画「ボジンカ計画」が事前に発覚する。
- 1998年 - 自由党結成。小沢一郎が党首に就任。
- 2001年 - 中央省庁再編。日本の中央省庁はこれまでの1府22省庁から1府12省庁に再編統合される。
- 2010年 - シーシェパードの高速船「アディ・ギル」が日本の調査捕鯨船「第2昭南丸」に衝突。
- 2012年 - 北朝鮮漂流船問題が発生。
- 2013年 - 小笠原諸島父島で世界初となるダイオウイカの生きている姿の撮影に成功。
- 2016年 - 朝鮮民主主義人民共和国が水素爆弾による核実験に成功と宣言[6]。
- 2018年 - 荻田泰永が日本人初の無補給、単独徒歩での南極点到達を達成[7]。
- 2018年 - 東シナ海の上海沖で石油タンカー・サンチ号が貨物船と衝突[8]。
- 2018年 - ヴァルソロメオス1世・コンスタンティノープル総主教が前日、ウクライナ正教会のロシア正教会管轄からの独立を承認するトモスに署名し、独立正教会となる[9]。
- 2021年 - この日をもってアメリカ合衆国次期大統領がジョー・バイデンに決定するも、複数のトランプ支持者が国会議事堂を襲撃する事件が発生した。

## 誕生日

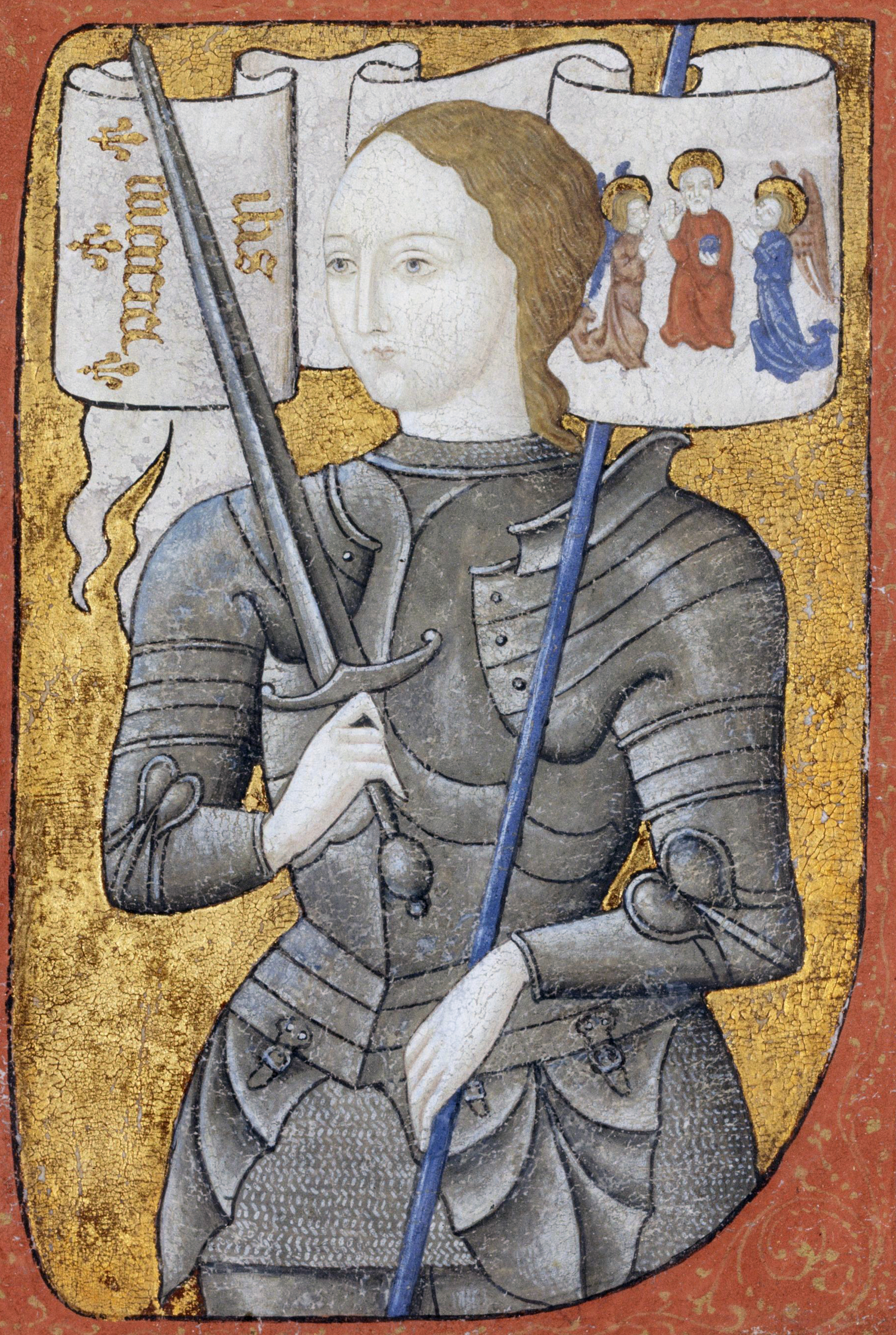
ジャンヌ・ダルク(1412-1431)誕生。13歳のときに神の声を聴く。1429年、オルレアンを開放し、シャルル7世をランスでの戴冠式へ導く。その後捕縛され、宗教裁判ののちルーアンで火刑に処せられた。19歳没。1920年、ローマ法王より聖女の列に加えられた。

- 1367年 - リチャード2世、イングランド王（+ 1400年）
- 1412年 - ジャンヌ・ダルク、オルレアンの乙女、カトリック教会の聖人（+ 1431年）
- 1660年（万治2年11月24日） - 松前矩広、第5代松前藩主（+ 1721年）
- 1739年（元文3年11月27日） - 大岡忠喜、第2代岩槻藩主（+ 1806年）
- 1740年（元文4年12月8日） - 本多忠籌、第2代泉藩主（+ 1813年）
- 1745年 - ジャック・モンゴルフィエ、飛行士、モンゴルフィエ兄弟の弟（+ 1799年）
- 1775年（安永3年12月5日） - 伊達斉村、第8代仙台藩主（+ 1796年）
- 1785年（天明4年11月26日） - 足代弘訓、国学者、歌人（+ 1856年）
- 1799年 - ジェデッドアイア・スミス、マウンテンマン（+ 1831年）
- 1803年 - アンリ・エルツ、作曲家、ピアニスト（+ 1888年）
- 1822年 - ハインリヒ・シュリーマン、考古学者（+ 1890年）
- 1828年 - ヘルマン・グリム、文化史家（+ 1901年）
- 1832年 - ギュスターヴ・ドレ、画家（+ 1888年）
- 1838年 - マックス・ブルッフ、作曲家（+ 1920年）
- 1842年 - クラレンス・キング、地質学者（+ 1901年）
- 1850年 - エドゥアルト・ベルンシュタイン、社会民主主義思想家、政治家（+ 1932年）
- 1856年 - ジュゼッペ・マルトゥッチ、作曲家（+ 1909年）
- 1858年 - アルバート・マンセル、マンセル表色系の発案者（+ 1918年）
- 1861年 - ヴィクトール・オルタ、建築家 （+ 1947年）
- 1865年 - ニコライ・マル、言語学者、民族学者（+ 1934年）
- 1867年（慶応2年12月1日） - 床次竹二郎、内務大臣、逓信大臣（+ 1935年）
- 1869年（明治元年11月24日） - 高野房太郎、労働運動家（+ 1904年）
- 1872年 - アレクサンドル・スクリャービン、作曲家（+ 1915年）
- 1878年 - カール・サンドバーグ、詩人（+ 1967年）
- 1898年 - ジェイムス・フィッツモーリス、飛行家（+ 1965年）
- 1902年 - 今西錦司、生態学者、人類学者（+ 1992年）
- 1903年 - モーリス・アブラヴァネル、指揮者（+ 1993年）
- 1905年 - エリック・フランク・ラッセル、SF作家（+ 1978年）
- 1906年 - 杉村春子、女優（+ 1997年[10]）
- 1906年 - ジョージ・レドヤード・ステビンズ、植物学者、遺伝学者（+ 2000年）
- 1908年 - スヴャトスラフ・クヌシェヴィツキー、チェリスト（+ 1963年）
- 1909年 - 市川團十郎 (11代目)、歌舞伎役者（+ 1965年）
- 1913年 - ロレッタ・ヤング、女優（+ 2000年）
- 1914年 - 武田豊、実業家（+ 2004年）
- 1920年 - ジョン・メイナード＝スミス、生物学者（+ 2004年）
- 1920年 - 文鮮明、統一教会の創立者、教祖（+ 2012年）
- 1920年 - アーリー・ウィン、プロ野球選手（+ 1999年）
- 1920年 - 野口二郎、プロ野球選手（+ 2007年）
- 1921年 - 久万俊二郎、実業家（+ 2011年）
- 1923年 - 吉田満、小説家（+ 1979年）
- 1923年 - 長谷川善三、プロ野球選手（+ 1998年）
- 1924年 - 金大中、政治家（+ 2009年）（戸籍上の生年月日は1925年12月3日）
- 1925年 - ジョン・デロリアン (John DeLorean)、デロリアン・モーター・カンパニー（DMC）創業者（+ 2005年）
- 1925年 - 阿部八郎、元プロ野球選手
- 1926年 - 立原正秋、小説家（+ 1980年）
- 1927年 - 神谷不二、国際政治学者（+ 2009年）
- 1927年 - 板倉正男、プロ野球選手（+ 2011年）
- 1928年 - 安藤昭三、銀行家、元大分銀行頭取（+ 2024年）
- 1929年 - バブラク・カールマル、政治家（+ 1996年）
- 1930年 - 南温平、元プロ野球選手
- 1931年 - 八千草薫、女優（+ 2019年）
- 1931年 - キャプシーヌ、女優、ファッションモデル（+ 1990年）
- 1931年 - 福嶋一雄、元野球選手（+ 2020年）
- 1931年 - 荒岡昭、元プロ野球選手
- 1936年 - アントニオ・ロペス・ガルシア、画家
- 1936年 - 原知佐子、女優（+ 2020年）
- 1939年 - ヴァレリー・ロバノフスキー、サッカー指導者（+ 2002年）
- 1944年 - ロルフ・ツィンカーナーゲル、医学者
- 1945年 - 浜四津敏子、政治家（+ 2020年）
- 1945年 - 松原智恵子、女優
- 1946年 - シド・バレット、ミュージシャン（+ 2006年）
- 1946年 - 正垣泰彦、実業家、サイゼリヤ創業者
- 1947年 - ハワード・ジョージ、物理学者
- 1949年 - 居村眞二、漫画家（+ 2005年）
- 1949年 - 本田路津子、ゴスペル歌手
- 1949年 - 矢吹二朗、俳優
- 1951年 - すずき一平、シンガーソングライター
- 1952年 - スルマ・ユガール、歌手
- 1952年 - ボブ・アダムス、元プロ野球選手
- 1953年 - マルコム・ヤング、ミュージシャン（AC/DC）（+ 2017年）
- 1954年 - 高橋まこと、ミュージシャン（元BOØWY）
- 1954年 - 高橋はるみ、政治家
- 1954年 - 中畑清、元プロ野球選手、監督
- 1954年 - 堀井雄二、ゲームシナリオライター
- 1954年 - アンソニー・ミンゲラ、映画監督（+ 2008年）
- 1954年 - 赤城マリ子、元プロレスラー
- 1955年 - ローワン・アトキンソン、コメディ俳優
- 1958年 - CHAGE、シンガーソングライター（CHAGE and ASKA）
- 1959年 - 惣領冬実、漫画家
- 1959年 - 伊藤恵、ピアニスト
- 1960年 - 大場久美子、タレント
- 1960年 - 尾仲浩二、写真家
- 1960年 - 高田誠一、歌手（元BLACK CATS）（+ 2004年）
- 1960年 - 森山雄治、アニメーション監督
- 1960年 - ナタリア・ベステミアノワ、フィギュアスケート選手
- 1961年 - 木村優子、元アナウンサー
- 1962年 - なかじままり、女優、ものまねタレント
- 1963年 - 佐藤夕子、政治家
- 1963年 - ノーム・チャールトン、元プロ野球選手
- 1964年 - 高見泰範、元野球選手
- 1965年 - 麗美、シンガーソングライター
- 1965年 - ティム・マクドナルド、アメリカンフットボール選手
- 1965年 - 土谷正実、元オウム真理教幹部、元死刑囚（+ 2018年）
- 1967年 - 山田久美、将棋棋士
- 1969年 - イリエ・ドゥミトレスク、元サッカー選手、指導者
- 1970年 - 大田こぞう、ラジオパーソナリティ
- 1970年 - 徳田吉成、元プロ野球選手
- 1971年 - 真中満、元プロ野球選手、監督
- 1971年 - ボルケーノ太田、声優
- 1971年 - 岡本倫、漫画家
- 1973年 - 太田和美、競艇選手
- 1974年 - 李相日、映画監督
- 1974年 - 西村麗子、元ミュージカル俳優
- 1975年 - ゆかな[11]、声優
- 1975年 - 日向あずみ、元プロレスラー
- 1975年 - 高岡由美子、モデル、タレント
- 1975年 - DABO、ヒップホップMC（NITRO MICROPHONE UNDERGROUND）
- 1976年 - ジョニー・ヨング・ボッシュ、声優
- 1978年 - つじあやの、歌手、ウクレレ奏者
- 1978年 - Reina、歌手（MAX）
- 1978年 - スティーブ・ハートセル、フィギュアスケート選手
- 1978年 - ケーシー・フォッサム、プロ野球選手
- 1978年 - 森本学、元プロ野球選手
- 1978年 - 山北茂利、元プロ野球選手
- 1979年 - 藤尾仁志、お笑い芸人（オクラホマ）
- 1979年 - 宝来麻紀子、元バレーボール選手
- 1979年 - 竹川美子、演歌歌手
- 1979年 - 森見登美彦、小説家
- 1979年 - チョン・ソヨン、女優
- 1980年 - AIKO、タレント（FLIP-FLAP）
- 1980年 - YUKO、タレント（FLIP-FLAP）
- 1980年 - 萱島大介、元プロ野球選手
- 1980年 - ミハエル・ミキッチ、元サッカー選手
- 1980年 - 吉岡大輔、スキー選手
- 1981年 - 菊地凛子、女優
- 1981年 - 芝田安希、元バレーボール選手
- 1981年 - 坂井恭子[12]、声優
- 1982年 - ギルバート・アリナス、バスケットボール選手
- 1982年 - 河内貴哉、元プロ野球選手
- 1982年 - 桑佳あさ、漫画家
- 1982年 - エディ・レッドメイン、俳優
- 1984年 - 中澤章吾、お笑い芸人（かたつむり）
- 1984年 - ポール・オセゲラ、元プロ野球選手
- 1985年 - 龐佳穎、競泳選手
- 1985年 - 中林大樹、俳優
- 1985年 - マヌエル・O・ロドリゲス、プロ野球選手
- 1985年 - ソ・ヒョリム、女優
- 1986年 - アレックス・ターナー、歌手（アークティック・モンキーズ）
- 1986年 - 美月、元歌手
- 1986年 - 今井綾子、野球選手
- 1988年 - 齊藤勝、元プロ野球選手
- 1988年 - 星創太、陸上選手
- 1989年 - 亀田大毅、元プロボクサー
- 1989年 - マックス・パーキス、俳優
- 1989年 - 鈴木麻世、女優
- 1989年 - 安田由紀奈[13]、タレント
- 1989年 - 三上枝織[14]、声優
- 1989年 - アンディ・キャロル、サッカー選手
- 1989年 - 辻本賢人、元プロ野球選手
- 1990年 - 内田嶺衣奈、アナウンサー
- 1991年 - 関谷愛里紗、女優
- 1991年 - イェルーン・ズート、サッカー選手
- 1992年 - HIROYA、キックボクサー
- 1992年 - 宮原理子、女優
- 1993年 - 八代拓、声優
- 1993年 - 井上大仁、陸上選手
- 1994年 - 乙坂智、プロ野球選手
- 1994年 - JAY B、アイドル（GOT7）
- 1994年 - 小笹大輔、ミュージシャン（Official髭男dism）
- 1994年 - 松田リマ、女優
- 1994年 - 古今亭佑輔、落語家
- 1995年 - 砂川信哉、タレント、クイズプレイヤー
- 1995年 - ミケーラ・デプリンス、バレエダンサー（+ 2024年）
- 1996年 - 田中凛、女優
- 1996年 - ウ・ジユン、歌手（BOL4）
- 1997年 - デミ・オリモロイ、プロ野球選手
- 1997年 - 柿木映二、元プロ野球選手
- 1998年 - 矢野優花、女優
- 1998年 - 茜子、ファッションモデル、グラビアモデル
- 1999年 - 梅澤美波、アイドル（乃木坂46）
- 1999年 - 小髙茉緒、日本テレビアナウンサー
- 2000年 - シュファ、アイドル（(G)I-DLE）
- 2000年 - クォン・ウンビン、アイドル、女優（CLC）
- 2000年 - 中田青渚、女優
- 2000年 - モモチ・ンゲール、アイドル（豆柴の大群都内某所 a.k.a. MONSTERIDOL）
- 2000年 - 花崎悠紀、元陸上競技選手
- 2001年 - 上垣皓太朗、アナウンサー
- 2002年 - 塩谷心海、バスケットボール選手
- 2002年 - 梁川奈々美、元アイドル（元カントリー・ガールズ、元Juice=Juice）
- 2002年 - 渡辺優奈、女優
- 2005年 - 栫井美和子、サッカー選手
- 生年不詳 - 安西英美[15]、声優
- 生年不詳 - 土田玲央[16]、声優

## 忌日
- 1406年 - ロジャー・ウォールデン、イングランド大蔵卿、カンタベリー大司教
- 1448年 - クリストファ3世、デンマーク王（* 1418年）
- 1536年 - バルダッサーレ・ペルッツィ、画家、建築家（* 1481年）
- 1537年 - アレッサンドロ・デ・メディチ、フィレンツェ公（* 1510年）
- 1541年 - ベルナールト・ファン・オルレイ、画家（* 1487年 - 1491年頃）
- 1607年 - グイドバルド・デル・モンテ（英語版）、数学者、哲学者、天文学者（* 1545年）
- 1725年（享保9年11月22日） - 近松門左衛門、人形浄瑠璃の劇作家（* 1653年）
- 1731年 - エティーヌ・F・ジョフロア、化学者（* 1672年）
- 1785年 - ハイム・サロモン、実業家、銀行家（* 1740年）
- 1786年 - ピエール・ポワブル、宣教師、植物学者（* 1719年）
- 1800年 - ウィリアム・ブラウンリッグ（英語版）、医師、科学者、1766年コプリ賞受賞者（* 1711年）
- 1831年 - ロドルフ・クレゼール、ヴァイオリニスト、作曲家（* 1766年）
- 1840年 - フランシス・バーニー、小説家（* 1752年）
- 1845年 - フェルディナント・フィリップ・グリム（ドイツ語版）、童話収集家、グリム兄弟の知られざる兄弟（* 1788年）
- 1852年 - ルイ・ブライユ、視覚障害者、アルファベットの点字開発者（* 1809年）
- 1856年 - ニコラ＝シャルル・ボクサ、作曲家、ハープ奏者（* 1789年）
- 1884年 - グレゴール・ヨハン・メンデル、遺伝学者（* 1822年）
- 1885年 - ペテル・クリスティン・アスビョルンセン、民話作家、動物学者（* 1812年）
- 1891年 - レオ・ドリーブ、作曲家（* 1836年）
- 1907年 - 阿部十郎、新選組隊士（* 1837年）
- 1907年 - 伊達宗敦、仙台藩知事（* 1852年）
- 1918年 - ゲオルク・カントール、数学者（* 1845年）
- 1919年 - セオドア・ルーズベルト、政治家、第26代アメリカ合衆国大統領（* 1858年）
- 1928年 - アルビン・クレンツレーン、陸上競技選手（* 1876年）
- 1933年 - ヴラディーミル・ド・パハマン、ピアニスト（* 1848年）
- 1934年 - アリスター・マッケンジー、医師、ゴルフコース設計技師（* 1870年）
- 1934年 - ハーバート・チャップマン、元サッカー選手、指導者（* 1878年）
- 1942年 - アンリ・ド・バイエ＝ラトゥール、第3代国際オリンピック委員会委員長（* 1876年）
- 1942年 - アレクサンドル・ベリャーエフ、SF作家（* 1884年）
- 1944年 - イーダ・ターベル、ジャーナリスト（* 1857年）
- 1945年 - ウラジミール・ベルナドスキー、鉱物学者、地球化学者（* 1863年）
- 1949年 - ヴィクター・フレミング、映画監督（* 1889年）
- 1950年 - イザイア・ボウマン、地理学者（* 1878年）
- 1956年 - ミスタンゲット、シャンソン歌手、女優（* 1873年）
- 1956年 - 中村寿一、政治家、元愛知県挙母町長・市長（現豊田市）、挙母町長（* 1892年）
- 1957年 - エド・アッバティッチオ、プロ野球選手（* 1876年）
- 1959年 - 観世華雪、能楽師（* 1884年）
- 1965年 - 花柳章太郎、女形役者（* 1894年）
- 1971年 - 今村善次郎[17]、実業家、発明家、セメダイン創業者・元社長
- 1972年 - 陳毅、軍人、政治家、外交官、詩人、中華人民共和国外交部第2代外交部長（* 1901年）
- 1974年 - ダビッド・アルファロ・シケイロス、画家（* 1896年）
- 1975年 - ジョージ・プライス、科学者（* 1922年）
- 1978年 - バート・マンロー、ライダー（* 1899年）
- 1981年 - A・J・クローニン、作家（* 1896年）
- 1990年 - 金子金五郎、将棋棋士（* 1902年）
- 1990年 - パーヴェル・チェレンコフ、物理学者（* 1904年）
- 1990年 - 平山博三、政治家、元浜松市長・全国市長会会長（* 1906年）
- 1990年 - イアン・チャールソン、俳優（* 1949年）
- 1991年 - 森部一[18]、実業家、ミツミ電機創業者（* 1926年）
- 1993年 - ディジー・ガレスピー、ジャズトランペット奏者（* 1917年）
- 1993年 - ルドルフ・ヌレエフ、バレエダンサー（* 1938年）
- 1995年 - 島原幸雄、元プロ野球選手（* 1933年）
- 1996年 - キム・グァンソク、シンガーソングライター（* 1964年）
- 1997年 - 和田祐之介、政治家、元茨城県水戸市長（* 1905年）
- 1997年 - 宇野利泰、翻訳家（* 1909年）
- 1998年 - 田中文雄、実業家、元王子製紙社長（* 1910年）
- 1999年 - ティヒ・ラヨシュ、サッカー選手（* 1935年）
- 1999年 - ミシェル・ペトルチアーニ、ジャズピアニスト（* 1962年）
- 2001年 - 中島洋次郎、政治家（* 1959年）
- 2002年 - マリオ・ナシンベーネ、映画音楽作曲家（* 1913年）
- 2002年 - 浜田貫太郎、漫画家（* 1930年）
- 2003年 - 村上兵衛、陸軍軍人、評論家（* 1923年）
- 2004年 - 名取ちずる、漫画家（* 1964年）
- 2006年 - 加藤芳郎、漫画家（* 1925年）
- 2006年 - ルー・ロウルズ、ソウル・ジャズ・ブルースシンガー（* 1933年）
- 2007年 - 井上計、政治家（* 1919年）
- 2008年 - 佐藤長、チベット史学者、京都大学名誉教授（* 1914年）
- 2008年 - 桑原章吾、生物学者、元学校法人東邦大学理事長（* 1926年）
- 2008年 - 田辺忠幸、将棋ライター（* 1931年）
- 2008年 - 松本理恵、作詞家、シンガーソングライター（* 1980年）
- 2009年 - 孝壽芳春、出版人、芳文社創業者（* 1913年)
- 2010年 - 蓮田修吾郎、鋳金家（* 1915年)
- 2010年 - グラハム・レナード（英語版）、イングランド国教会司祭（* 1921年)
- 2010年 - ドクトル・チエコ、産婦人科医、性医学評論家（* 1924年)
- 2010年 - 武藤信一、実業家、元伊勢丹社長・三越伊勢丹ホールディングス会長（* 1945年)
- 2011年 - 佐野圭司、脳神経外科医、東京大学名誉教授（* 1920年）
- 2011年 - 大野靖子、脚本家（* 1928年）
- 2011年 - ピョートル・スーミン、政治家、元チェリャビンスク州知事（* 1946年）
- 2012年 - ウィリアム・フランシス・マクベス、作曲家、指揮者（* 1933年）
- 2012年 - 足立明、放送作家（* 1936年）
- 2012年 - ロジャー・ボイジョリー（英語版）、機械工学者、空気力学者（* 1938年）
- 2013年 - マダンジート・シン、元外交官、芸術家、作家、ユネスコ親善大使（* 1924年）
- 2013年 - 榊原康夫、牧師、説教家、著作家（* 1931年）
- 2013年 - 石川洋、アナウンサー（* 1959年）
- 2013年 - 趙成珉、プロ野球選手（遺体発見日）（* 1973年）
- 2014年 - 樫木実、政治家、元北海道士別市長（* 1918年）
- 2014年 - 大村虔一、都市計画家、プランナー・アーバンデザイナー、元宮城大学副学長（* 1938年）
- 2014年 - モニカ・スピア、女優（* 1984年）
- 2015年 - 島尾永康、科学者（* 1920年）
- 2015年 - 石井光三、芸能プロモーター、タレント（* 1931年）
- 2016年 - 中野秀一郎、社会学者、関西学院大学名誉教授（* 1936年）
- 2017年 - バヤズィット・オスマン、オスマン家44代家長(* 1924年)
- 2017年 - 小野信一、政治家、元釜石市長（* 1932年）
- 2017年 - 加茂公成、テニス選手（* 1932年）
- 2017年 - オム・プリ、俳優（* 1950年）
- 2018年 - ホーレス・アシェンフェルター（英語版）、陸上競技選手（* 1923年）
- 2018年 - 岩井重人、実業家、元住友不動産専務、元住友不動産販売社長（* 1930年）
- 2018年 - 林屋礼二、法学者、東北大学名誉教授（* 1930年）
- 2018年 - ジム・アンダートン、政治家、第15代同国副首相（* 1938年）
- 2018年 - クリス・タンガリーディス、音楽プロデューサー、レコーディング・エンジニア（* 1956年）
- 2019年 - 新井正男、法学者、弁護士、英米法学者、中央大学名誉教授（* 1925年）
- 2019年 - 高橋良一[19]、実業家、エコートレーディング創業者（* 1935年）
- 2019年 - 市川慎一、フランス文学者、早稲田大学名誉教授（* 1936年）
- 2019年 - 天地総子、歌手（* 1941年）
- 2019年 - グレッグ・ルドロフ、レコーディング・エンジニア（* 1955年）
- 2020年 - クルト・ブラハルツ、小説家、児童文学作家、翻訳家（* 1947年）
- 2021年 - 鍋島直昶、ジャズ・ヴィブラフォン奏者（* 1926年）
- 2021年 - オシアン・エリス、ハープ奏者、作曲家（* 1928年）
- 2021年 - 岡村喬生、オペラ歌手、俳優（* 1931年）
- 2021年 - 宇波彰、哲学者、文芸・芸術評論家（* 1933年）
- 2021年 - 田所善治郎、プロ野球選手（* 1934年）
- 2021年 - 鈴木銀一郎、ゲームデザイナー（* 1934年）
- 2022年 - F・シオニル・ホセ、小説家（* 1924年）
- 2022年 - シドニー・ポワチエ、俳優（* 1927年）
- 2022年 - 鰺坂真、哲学者、関西大学名誉教授（* 1933年）
- 2022年 - ピーター・ボグダノヴィッチ、映画監督（* 1939年）
- 2023年 - 峯柴志げ、スーパーセンテナリアン（* 1909年）
- 2023年 - ディック・サビット、テニス選手、国際テニス殿堂（* 1927年）
- 2023年 - 河野一郎、英文学者、比較文学者、翻訳家、東京外語大学・フェリス女学院大学名誉教授（* 1930年）
- 2023年 - オーウェン・ロイズマン、撮影監督（* 1936年）
- 2023年 - 長縄栄子、画家（* 1937年）
- 2023年 - ジャンルカ・ヴィアッリ、元サッカー選手、指導者（* 1964年）
- 2024年 - 河相洌、元盲学校職員、日本初の盲導犬オーナー（* 1927年）
- 2024年 - 中岡哲郎、技術史学者、大阪市立大学名誉教授（* 1928年）
- 2024年 - ハルトムート・マウラー、法学者（* 1931年）
- 2024年 - 高島平吾、編集者、翻訳家、『美術手帖』編集長（* 1939年）
- 2024年 - ロビー・ハリス、児童文学作家（* 1940年）
- 2024年 - 高橋千劔破、著作家、文芸評論家、日本ペンクラブ副会長（* 1943年）

## 記念日・年中行事
- 小寒（ 日本 2011年・2012年）
二十四節気の一つ。太陽の黄経が285度の時で、寒さが最も厳しくなる前の時期。
- 六日年越し（ 日本）
正月七日を「七日正月」といい、その前日を年越しとして祝う。
- 東京消防庁出初式（ 日本）
- 色の日（ 日本）
色に関係する職業の人の記念日。「い（1）ろ（6）」の語呂合せから。
- 公現節／公現祭／主顕節／顕現節（キリスト教）
本来は1月6日の固定祝日だが、地域や宗派によっては1月の第一日曜日に祝うところもある。
- 良寛忌（ 日本）
曹洞宗の僧侶で、歌人、漢詩人、書家である良寛は、天保2年1月6日（1831年2月18日）示寂。越後国出雲崎（現在の新潟県三島郡出雲崎町）の出身で、22歳のとき岡山県の曹洞宗円通寺の国仙和尚に従い得度。仏道修行に励み、35歳の頃越後に戻った。その後は空庵を転々とし、島崎村（新潟県長岡市島崎）の木村家草庵にて74歳で遷化。墓所は長岡市の隆泉寺[20]。